# Мостовка (Ардатовский район)
Мосто́вка — деревня в Ардатовском районе Нижегородской области России. Входит в состав Хрипуновского сельсовета.

## Этимология
Название деревни связано с тем, что его жители были заняты на строительстве мостов.

## Географическое положение
Деревня Мостовка находится на юго-западе Нижегородской области России. Административный центр муниципального округа Ардатов находится в 15 км к северо-западу от Мостовки. Деревня соединена просёлочными дорогами на севере с селом Надёжино (расстояние 3 км), на востоке — с селом Смирново (4 км), на юге — с покинутой деревней Малые Паны (1 км), на западе — с селом Атемасово (2 км). В деревне имеются три небольших озерца. Высота над уровнем моря около 175 метров.
Деревня Мостовка, как и вся Нижегородская область, находится в часовой зоне МСК (московское время). Смещение применяемого времени относительно UTC составляет +3:00.

## Административная принадлежность
Деревня Мостовка входит в состав Хрипуновского сельсовета Ардатовского муниципального округа Нижегородской области Российской Федерации.

## Климат
Деревня находится в зоне умеренно-континентального климата, который характеризуется холодной продолжительной зимой и тёплым, но достаточно коротким летом. За год выпадает в среднем 450—550 мм осадков, из них 68 % — в виде дождя и 32 % — в виде снега. Среднегодовая относительная влажность воздуха — 76 %. Снежный покров достигает 50 см, а в особо снежные зимы может достигать одного метра и более.
Весна приходит резко, обычно к середине апреля, при этом вплоть до середины мая нередки заморозки. Лето сравнительно короткое и достаточно жаркое — в отдельные годы температура может достигать 36 °C. Шапка лета приходится на июль. В конце весны и лета нередки грозы — их может случаться до 20 за год, почти каждый год выпадает град. Осень приходит в сентябре и стоит до начала ноября, но уже в сентябре нередки заморозки. Зима наступает в начале ноября и продолжается до середины марта. Обычно первый снег выпадает в октябре и держится в течение пяти месяцев, сходит к 10—15 апреля. Почва промерзает на глубину 70—90 см.
Вегетационный период составляет 189 дней, продолжительность безморозного периода — 137 дней.

## Население
| Численность населения | Численность населения | Численность населения | Численность населения | Численность населения | Численность населения | Численность населения | Численность населения | Численность населения | Численность населения |
| 1785                  | 1859                  | 1912                  | 1916                  | 1978                  | 1992                  | 1999                  | 2002                  | 2010                  | 2021                  |
| --------------------- | --------------------- | --------------------- | --------------------- | --------------------- | --------------------- | --------------------- | --------------------- | --------------------- | --------------------- |
| 223                   | ↗257                  | ↘249                  | ↗262                  | ↘58                   | ↘12                   | ↘9                    | ↘2                    | ↘1                    | ↘0                    |

## Инфраструктура
В деревне единственная улица Полевая.

## Комментарии
1. ↑  Указана как «Мостовки».